# Weifberg
Der Weifberg ist ein 478 m ü. NHN hoher Berg im Osten des Landkreises Sächsische Schweiz-Osterzgebirge unweit von Hinterhermsdorf.

## Lage
Der Berg liegt etwa 1,5 Kilometer nördlich von Hinterhermsdorf unmittelbar an der sogenannten Alten Nixdorfer Straße, einer alten Verbindungsstraße (heute Wanderweg) nach Mikulášovice (Nixdorf). Etwa 400 Meter nördlich des Berges verläuft die Grenze zu Tschechien.

## Zugang
Der Weifberg ist nur über Wanderwege zu Fuß oder mit dem Fahrrad erreichbar. Bester und kürzester Ausgangspunkt zur Erreichbarkeit ist Hinterhermsdorf. Der Berg ist aber über markierte Wanderwege auch vom Wachberg, vom Kirnitzschtal oder von Mikulášovice (Nixdorf) aus erreichbar.

## Naturraum
Naturräumlich und geologisch gehört der aus Lausitzer Granodiorit aufgebaute Berg bereits zum Oberlausitzer Bergland. Landschaftlich zählt er jedoch zur Sächsischen Schweiz. Der Weifberg ist Bestandteil des Landschaftsschutzgebietes „Sächsische Schweiz“.

## Name
Sein Name geht auf die frühere Leinweberei in der Gegend zurück. An den Teichen am Fuße des Berges wurde das Leingarn auf Haspeln, die man hier Weifen nannte, durch Wasser gezogen und in der Sonne getrocknet.

## Geschichte
Schon Pastor Wilhelm Leberecht Götzinger, der Erschließer der Sächsischen Schweiz, empfahl 1804 in seinem Buch Schandau und seine Umgebungen oder Beschreibung der sogenannten Sächsischen Schweiz einen Besuch des damals noch unbewaldeten, von Feldern überzogenen Weifbergs, „um sich an einer zauberischen Ansicht zu ergötzen“. In der Folgezeit besuchten erste Touristen den Berg.
1882 wollte der Gebirgsverein Hinterhermsdorf auf dem Berg einen Aussichtsturm bauen lassen, konnte aber statt der veranschlagten Mittel von 700 Mark lediglich 200 Mark aufbringen. In den 1950er Jahren errichtete die Grenzpolizei auf dem Gipfel einen Wachturm, der der Öffentlichkeit aber nicht zugänglich war.

### Weifbergturm
Der heutige hölzerne Aussichtsturm wurde am 2. November 2000 eröffnet. Die zahlreichen Besucher erreichen über zehn Treppen mit insgesamt 173 Stufen die Aussichtsplattform in 32,4 Metern Höhe. Der Turm besitzt einen Durchmesser von 6,4 Metern. Die Spitze seines achteckigen Daches ragt 36,9 Meter über den Gipfel des Weifbergs hinaus. Neben dem Turm besitzt der Weifberg auch eine Schutzhütte.
Im Jahr 2015 wurde bekannt, dass der Weifbergturm sanierungsbedürftig ist, da viele Bestandteile des Holzturmes stark verwittert oder beschädigt sind. Die Sanierung, die rund 220.000 € kostete, erfolgte im Sommer 2018. Dabei wurde bei Austauschholzteilen witterungsbeständiges Lärchenholz anstatt des bisherigen Fichtenholzes verwendet. Der Rastplatz am Fuß des Turmes wurde neu gestaltet und innerhalb des Turmaufstieges ein Erlebnispfad für Kinder als Wissensquiz installiert.

## Aussicht
Von der Aussichtsplattform des Weifbergturms hat man eine hervorragende Sicht auf die Felsszenerie der Sächsischen und Böhmischen Schweiz mit dem Großen Winterberg, dem Königstein und dem Lilienstein. Lässt man den Blick von Norden im Uhrzeigersinn schweifen, sieht man zunächst das Lausitzer Bergland mit dem Czorneboh. Im Nordosten ist der markante Gipfel der Lausche im Zittauer Gebirge auszumachen. Bei sehr guten Sichtverhältnissen reicht der Blick im Osten bis zum Isergebirge und dem Riesengebirge. Im Südosten zeigt sich das Lausitzer Gebirge mit dem Jedlová (Tannenberg) und dem Studenec (Kaltenberg). Im Süden springt der Růžovský vrch (Rosenberg) ins Auge. Auch der Milešovka (Milleschauer) im Böhmischen Mittelgebirge ist sichtbar. Das Osterzgebirge ist im Südwesten mit dem Kahleberg vertreten. Im Westen sieht man den Triebenberg, im Nordwesten den nahen Wachberg, den Unger und den Tanečnice (Tanzplan).

## Galerie

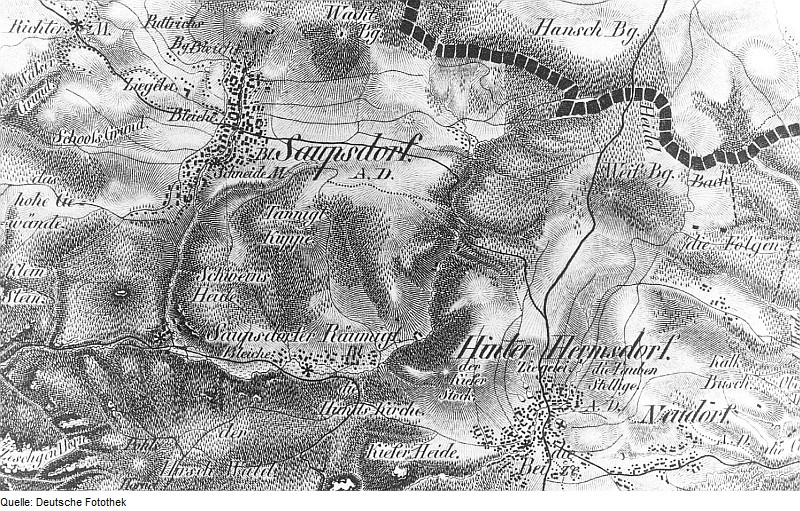
Der Weifberg („Weif Bg.“) nördlich von Hinterhermsdorf, Darstellung der Oberreitschen Karte von 1821/22
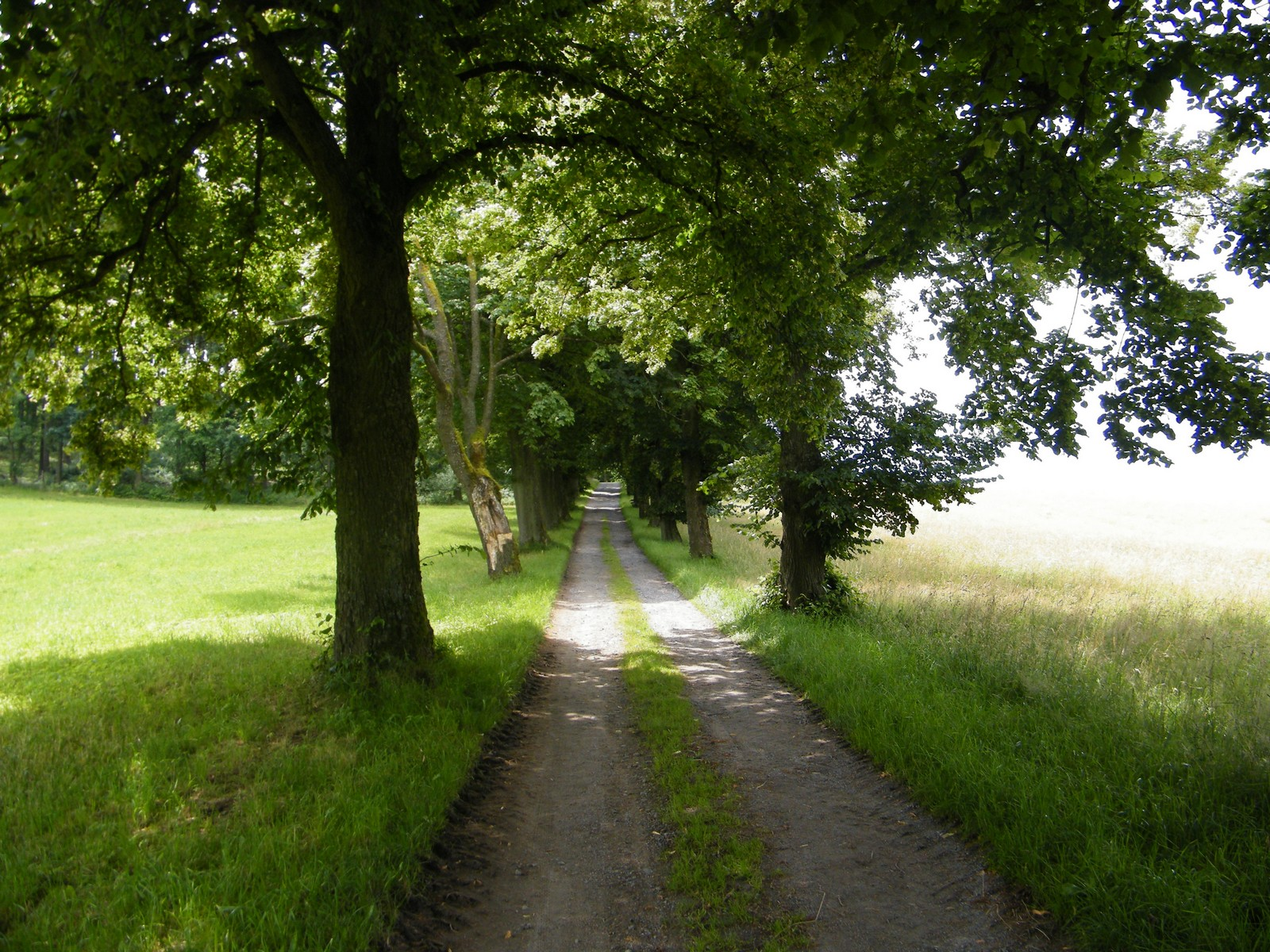
Die Alte Nixdorfer Straße am Fuß des Berges
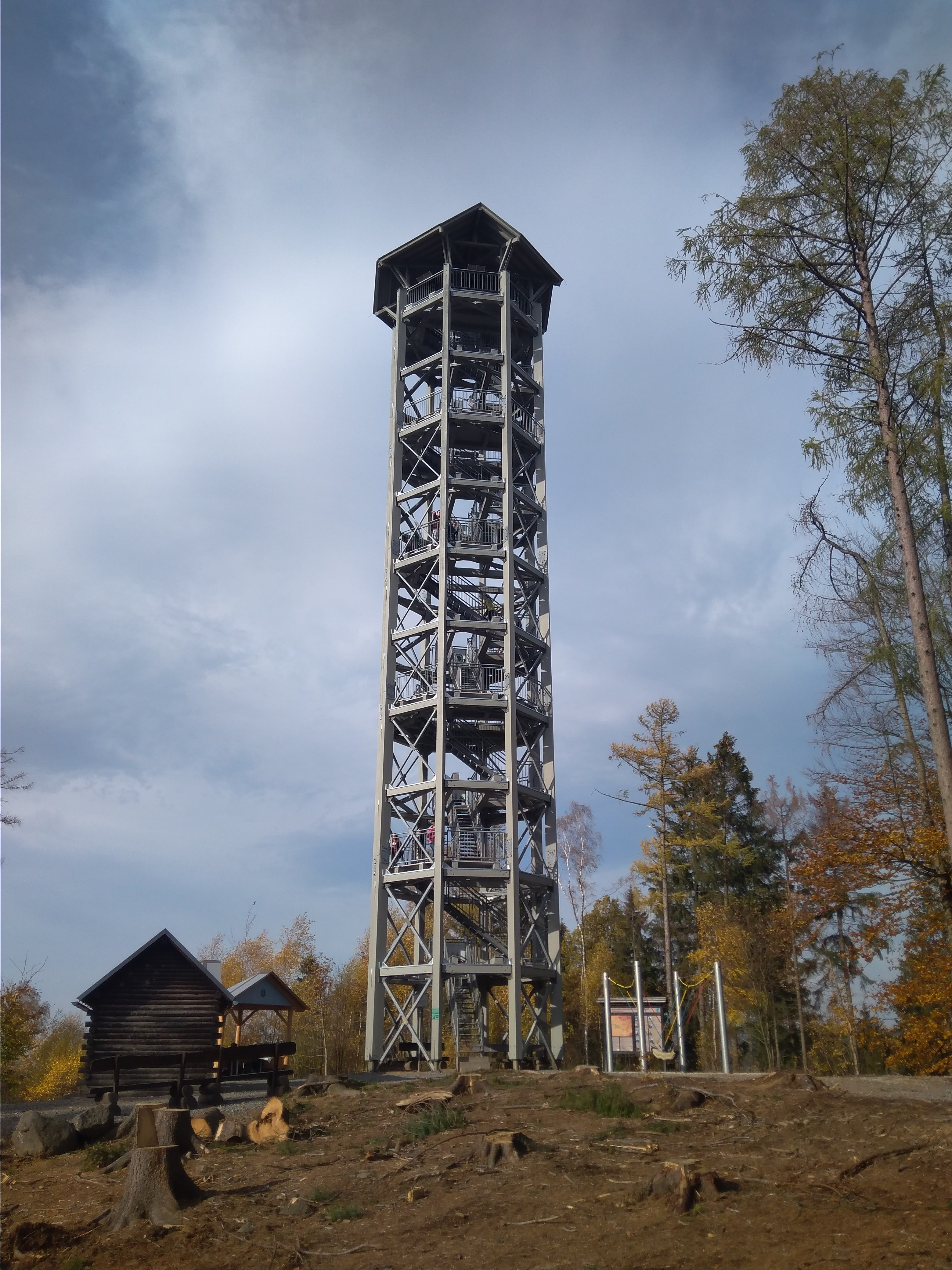
Blick auf den Weifbergturm
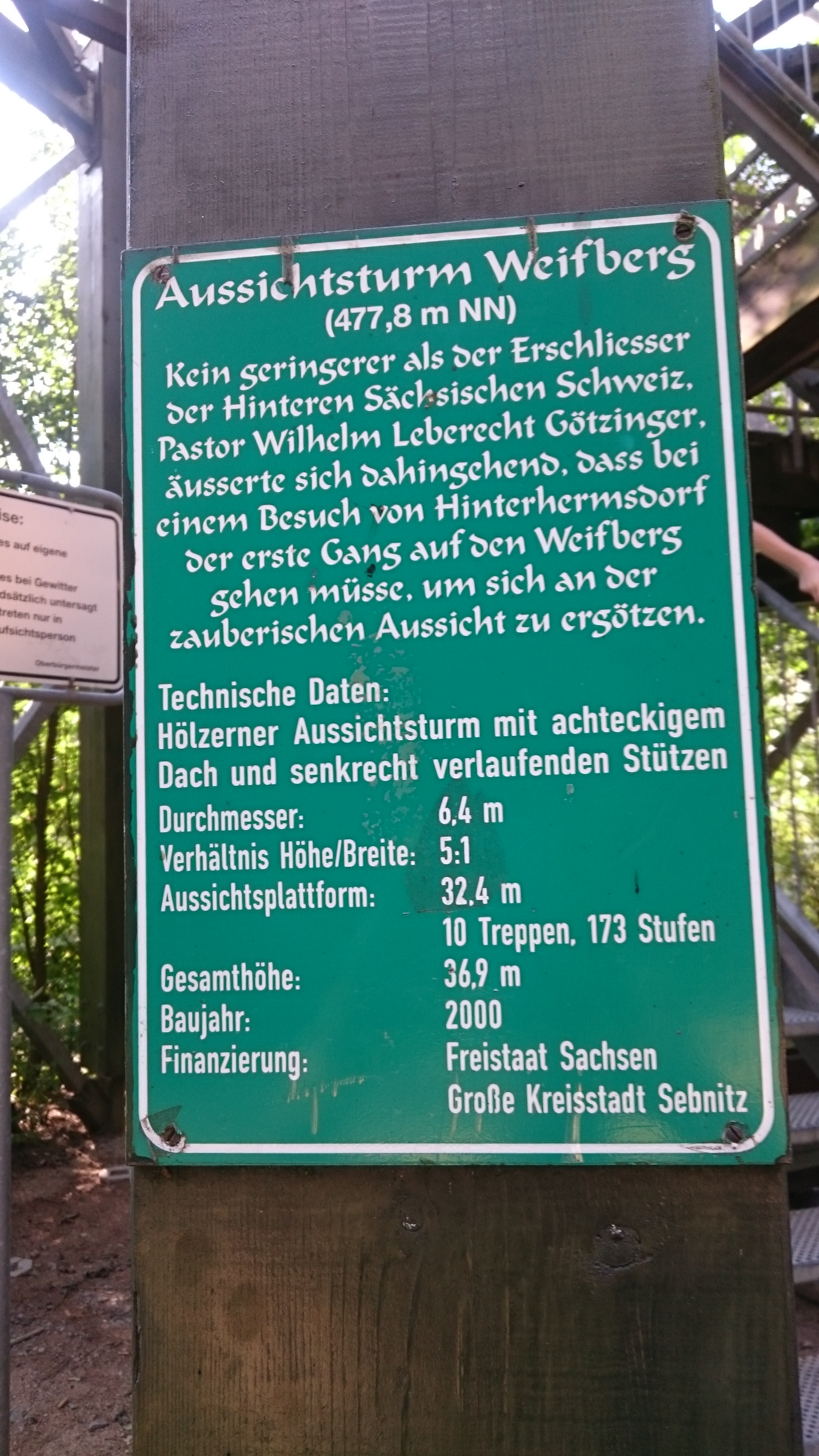
Informationstafel am Fuß des Turmes
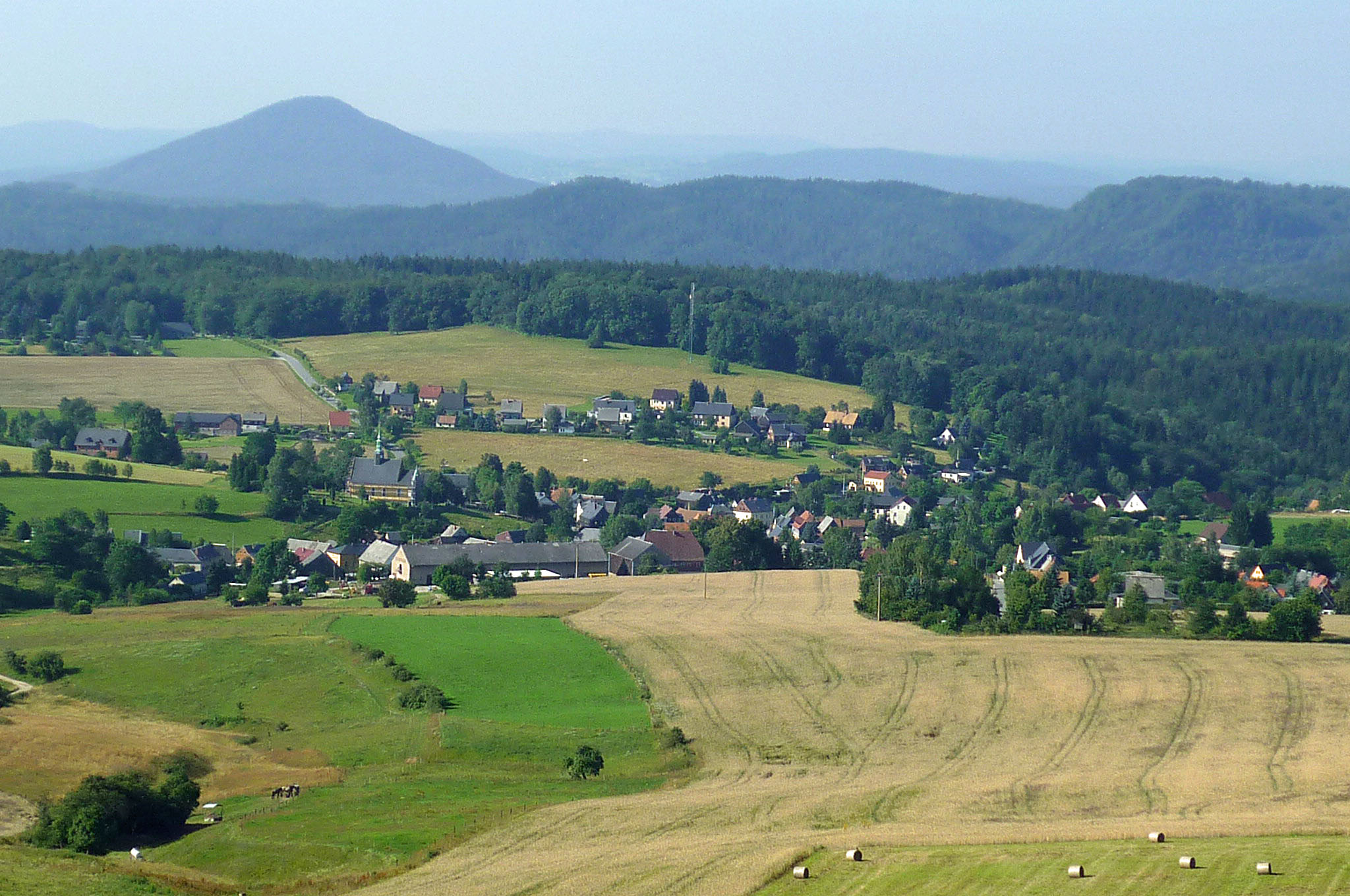
Blick vom Turm auf Hinterhermsdorf mit dem Růžovský vrch (Rosenberg) im Hintergrund
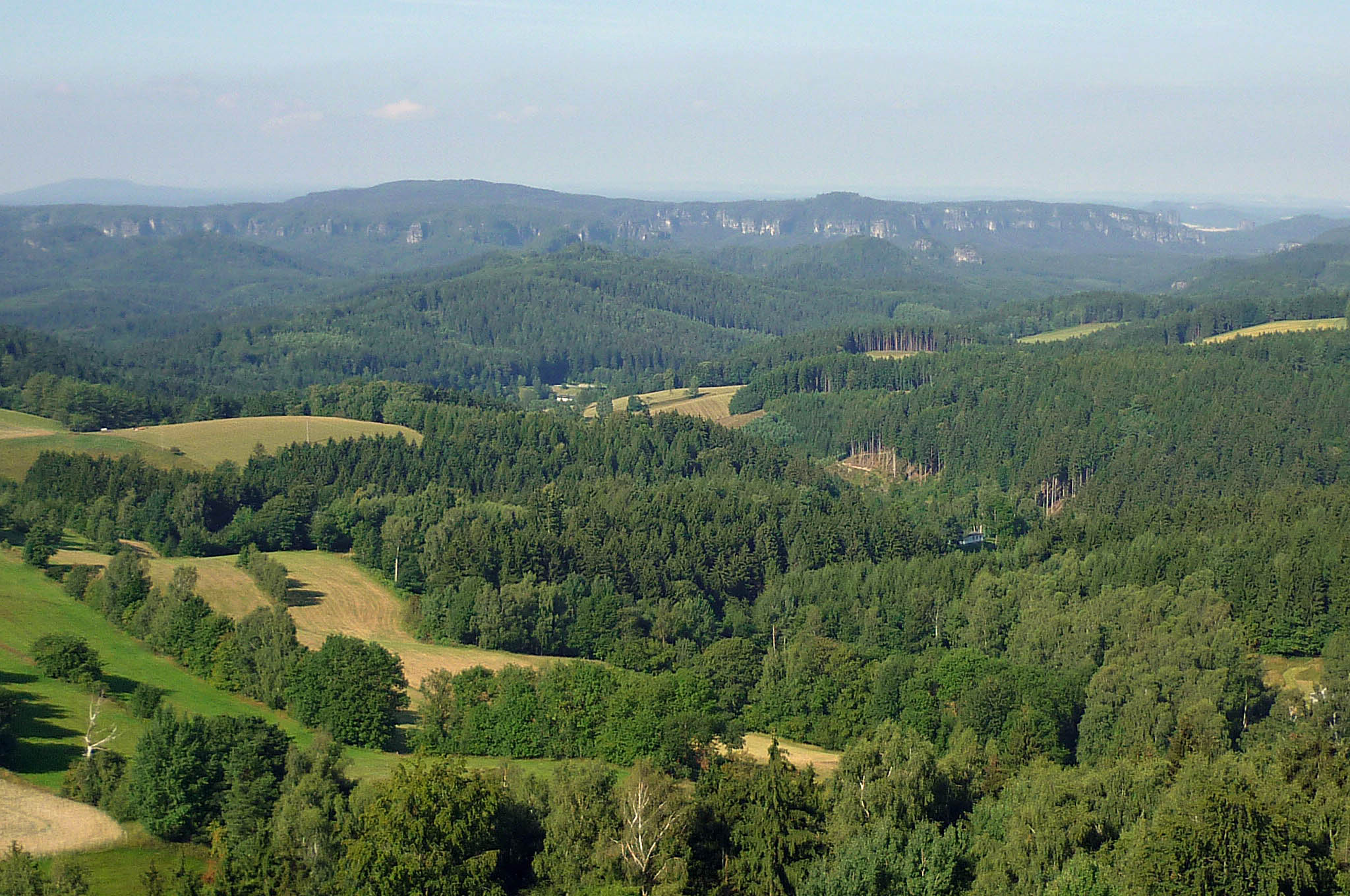
Blick vom Turm in Richtung Süden auf das Areal der Sächsischen Schweiz um den Großen Winterberg und die Affensteine
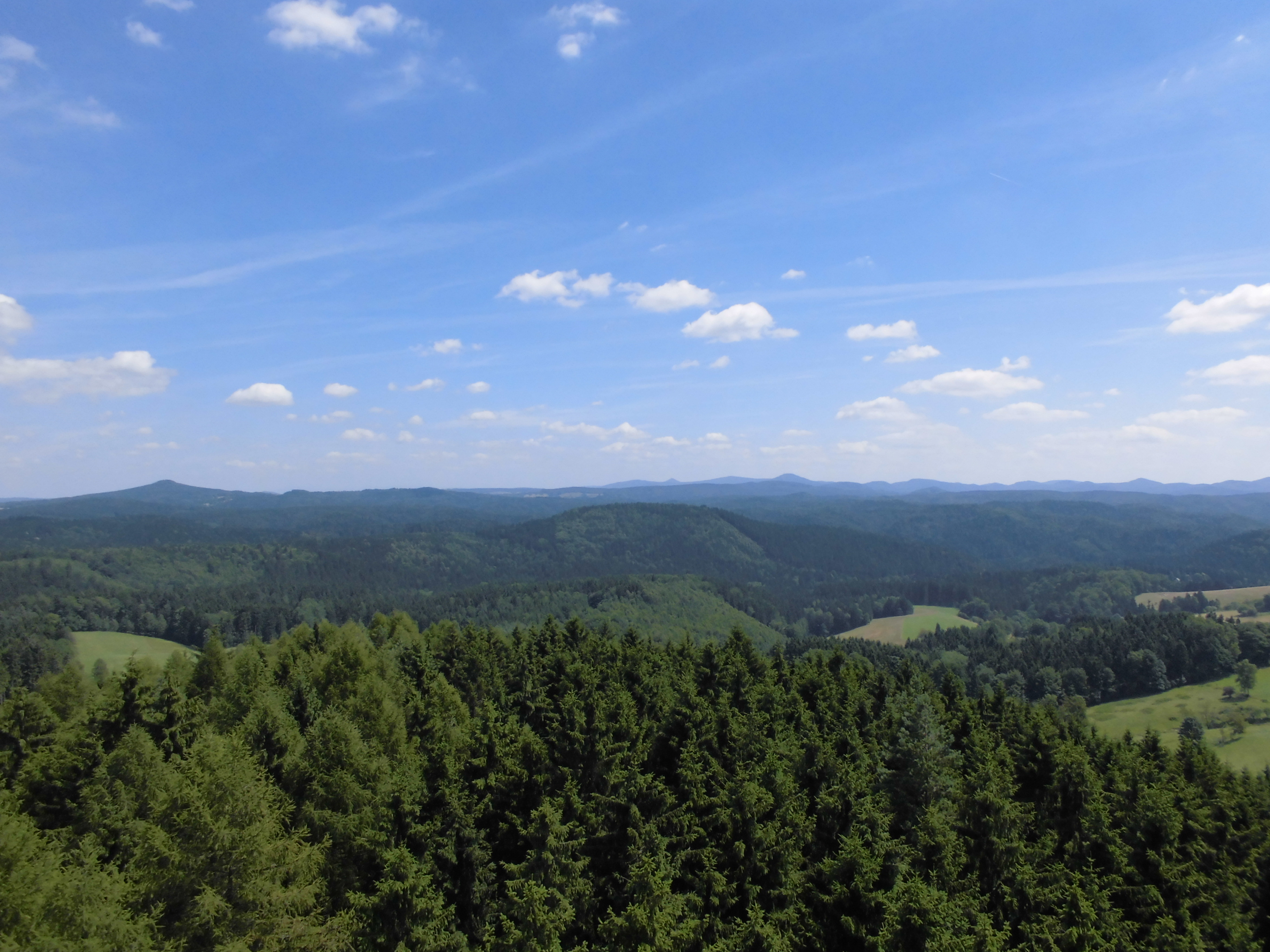
Blick vom Turm in Richtung Osten auf die Berge des Lausitzer Gebirges